# Boguszówka
Boguszówka Lengyelország délkeleti részén, a Kárpátaljai vajdaságban, a Przemyśl járásban, Gmina Bircza község területén található település, közel a lengyel–ukrán határhoz. A település a járás központjától, Przemyśltől 20 kilométernyire nyugatra található és a vajdaság központjától, Rzeszówtól 51 kilométernyire található délkeleti irányban.

## Fordítás
Ez a szócikk részben vagy egészben  a   Boguszówka című angol Wikipédia-szócikk ezen változatának fordításán alapul.  Az eredeti cikk szerkesztőit annak laptörténete sorolja fel. Ez a jelzés csupán a megfogalmazás eredetét és a szerzői jogokat jelzi, nem szolgál a cikkben szereplő információk forrásmegjelöléseként.